# Картельный сговор
Карте́льный сго́вор — неформальное соглашение участников одной рыночной отрасли продавать или покупать товары или услуги по определенной цене. Также картельным сговором является договорное регулирование объемов закупок и продаж участниками рынка с целью влияния на уровень цен.
Группа участников рынка, которые вовлечены в сговор, часто называются картелем. В законодательстве многих стран картельный сговор является правонарушением.

## Критика противодействия
Экономические либералы обращают внимание, что картельный сговор по своей природе непостоянен и законодательная борьба с явлением приносит больше вреда, чем пользы. На самом деле, участникам картеля выгодно нарушать условия картельного сговора и изменять цену, чтобы увеличить свою долю рынка.
Австрийский экономист фон Хайек приводит другую аргументацию и высказывает мнение о том, что проблемы картелей или монополий вообще не существует. Сверхвысокие картельные или монопольные цены посылают правильные сигналы другим экономическим агентам. Из-за высоких картельных или монопольных цен, данные отрасли становятся суперпривлекательными для других игроков или отраслей. Следовательно, они создадут заменители или более эффективные продукты или услуги. Яркими примерами являются:
- бурное развитие автомобильных грузовых перевозок и уменьшение доли рынка железных дорог;
- увеличение доли рынка услуг мобильной связи, в ущерб фиксированной;
- развитие интернет-прессы и стагнирование обычных газет и журналов.

В условиях отсутствия государственного регулирующего органа картель или монополия будут так или иначе устранены.
Развиваемая Вирджинской школой теория общественного выбора (англ. Public Choice) утверждает, что государственный регулирующий орган имеет намного больше шансов вступать в сговор с картелями и монополиями, чем их контролировать.

## Картельный сговор при проведении электронных торгов
При проведении электронных торгов и аукционов картельный сговор возможен с целью недопущения на торги конкурентов и поддержания высокой цены заключения договора. При этом заявки на проведение торгов могут быть поданы разными субъектами предпринимательской деятельности с одного IP-адреса, в одном лингвистическом стиле и с минимальным шагом торгов. Целью таких действий является имитация конкуренции и поддержание цены.